# 萊克鎮區 (印地安納州艾倫縣)
萊克鎮區（英語：Lake Township）是位於美國印地安納州艾倫縣的一個行政鎮區。

## 地方資料
根據2010年美國人口普查的數據，萊克鎮區的面積為92.77平方千米，當中陸地面積為92.54平方千米，而水域面積為0.23平方千米。當地共有人口2301人，而人口密度為每平方千米24.8人。